# Joan Lluís Pons
Joan Lluís Pons Ramón (né le 9 décembre 1996 à Sóller, Majorque) est un nageur espagnol, spécialiste du 4 nages.

## Carrière
Il est médaillé d'argent du 400 m 4 nages aux Jeux méditerranéens de 2018. Lors des Championnats d'Europe de natation 2018, il remporte la médaille de bronze dans la même épreuve, seul Espagne à monter sur le podium de cette compétition.